# باولو سالفاتي
'باولو سالفاتي(بالإيطالية: Paolo Salvati) (ولد في 22 فبراير 1939 في روما، وتوفي في 24 يونيو 2014 في روما) كان فنانًا تشكيليًا إيطاليًا ورسامًا. مناظره الطبيعية هي تعبير عن الفن الشعري، وتتميز بنبرة لونية شديدة كتصوير مجازي للعالم الداخلي للإنسان.